# Бархин, Михаил Григорьевич
Михаил Григорьевич Бархин (31 октября [13 ноября] 1906, Бобруйск, Минская губерния — 7 мая 1988, Москва) — советский архитектор, педагог, учёный-архитектуровед. Доктор архитектуры (1954), профессор (1956). Лауреат Государственной премии СССР (1986). Сын архитектора Г. Б. Бархина, брат архитектора Б. Г. Бархина.

## Биография
Родился 13 ноября 1906 года в Бобруйске (по другим данным Санкт-Петербурге). Учился в Московском институте гражданских инженеров у П. А. Голосова и Л. А. Веснина (окончил в 1929 со званием архитектора). Во время учёбы помогал П. А. Голосову в проектных работах. Совместно с отцом Г. Б. Бархиным участвовал в 43-х архитектурных конкурсах.
После окончания института работал автором-архитектором и исполняющим обязанности в Госпроектстрое-2, в архитектурно-планировочной мастерской Моссовета № 4, в мастерской Комитета по делам искусств, в архитектурной мастерской ВЦСПС (под руководством И. В. Жолтовского).
Принимал участие в Великой Отечественной войне в звании инженер-полковника. Награждён боевыми орденами и медалями. После войны до 1958 года занимался проектными работами.
Преподавал в Московском инженерно-строительном училище (1929—1932), Военно-инженерной академии имени В. В. Куйбышева (1932—1968, с 1961 начальник кафедры), МАРХИ (1930—1950). Член Союза архитекторов СССР с 1932 года, член КПСС с 1948 года. Доктор архитектуры (1954), профессор (1956). Занимался научно-исследовательской работой в Академии архитектуры СССР с 1934 года. За 34 года трудовой деятельности выполнил более 90 проектов различных зданий и сооружений, 20 из которых были осуществлены. Автор 190 научных публикаций. Вёл научную редакцию 15 крупных работ и учебников. Являлся официальным оппонентом по 95 кандидатским и докторским диссертациям. С 1960 года руководил аспирантурой.
Жил в Москве в Доме архитекторов на Ростовской набережной. Умер 7 мая 1988 года. Похоронен на Введенском кладбище (25 уч.).

## Семья
- Жена — Елена Борисовна Новикова (1912—1996) — архитектор и педагог.
  - Сын — Сергей Михайлович Бархин (1938—2020) — сценограф, художник, художник книги, архитектор, писатель.
  - Дочь — Татьяна Михайловна Бархина (р. 1938) — архитектор, художник по костюмам, в том числе Большого театра, архитектор, автор книг и издатель.

## Основные проекты и постройки
- Проект театра имени Вс. Мейерхольда[2] (1931—1932, совместно с С. Е. Вахтанговым), Москва, СССР
- Фабрика в Клину, СССР (1930)
- Текстильный комбинат (Назилли, Турция; 1934)
- Автобусный гараж (Анкара, Турция; 1937)
- Детальный проект планировки и застройки Севастополя[2], СССР (1947),
- Конкурсные проекты Дворца Советов в Москве, СССР (1958 и 1959, в соавторстве с другими архитекторами)[2]
- Проект Дворца труда в Москве[2]
- Проект Дома правительства в Минске[2]

## Награды
- Государственная премия СССР (1986)[2] — за книги «Архитектура и город», «Архитектура и человек»
- Орден Красного Знамени[1]
- Орден Красной Звезды[1]
- Медаль «За боевые заслуги»[1]
- Медаль «За оборону Москвы»[1]
- Медаль «За победу над Германией в Великой Отечественной войне 1941—1945 гг.»[1]

## Публикации
- Бархин М. Г. Архитектура и город. — М., 1979.
- Бархин М. Г. Архитектура и человек. — М., 1980.
- Бархин М. Г. Метод работы зодчего. — М., 1980.
- Бархин М. Г. Город. Структура и композиции. — М., 1986.